# خواكين بيريز (فارس)
خواكين بيريز (بالإسبانية: Joaquín Pérez)‏ هو فارس ‏ مكسيكي، ولد في 25 أكتوبر 1936، وتوفي في 20 مايو 2011 في إل باسو في الولايات المتحدة.

## وصلات خارجية
- خواكين بيريز على موقع أوليمبيديا (الإنجليزية)